# Provincie Jamato

Mapa japonských provincií se zvýrazněnou provincií Jamato

Provincie Jamato (japonsky: 大和国; Jamato no kuni) byla stará japonská provincie ležící v regionu Kansai na ostrově Honšú. Sousedila s provinciemi Kii, Ise, Iga, Jamaširo a Kawači. Na jejím území se dnes rozkládá prefektura Nara.
Protože se císařský dvůr dostal k moci právě v této oblasti, je někdy celé Japonsko označováno jako Velké Jamato.
Během druhé světové války byla největší bitevní loď světa podle této provincie pojmenována Jamato.